# 遠州鉄道舘山寺営業所
舘山寺営業所（かんざんじえいぎょうしょ）は、かつて存在した遠州鉄道（遠鉄バス・遠鉄観光）の営業所の一つであり、静岡県浜松市内を主に管轄した。なお2009年9月12日から2010年2月28日の間は、窓口が廃止され電話対応のみとなっていた。同期間はナイスパスや定期券等を購入するには、最寄りでは雄踏営業所または細江営業所まで行くようになっていた。
2020年9月30日閉所。
かつては浜名湖パルパルの一角に営業所があった。その為、舘山寺温泉止まりのバスは動物園を経由せず、銀行前を経由していた。

## 沿革
2020年9月30日：浜松西営業所へ統合のため閉所
閉所後、施設等の解体工事が行われ、2021年2月現在、太陽光発電所用地となり、跡地には太陽光パネルが設置されている。

## 廃止時の所管路線
以前は下記の他、舘山寺下 - かんざんじ温泉 - 舘山寺温泉観光協会 - 浜名湖パルパル - 動物園正門（フラワーパーク北門） - フラワーパーク正門を結ぶフラワー号も運行していた。

### 遠州浜蜆塚線
- ０：浜松駅 - ゆりの木通り - 高町 - 蜆塚一丁目 - 蜆塚遺跡前 - 佐鳴台団地
  - 舘山寺営業所は佐鳴台方面のみの担当。遠州浜方面への乗り入れは無い。

### 鶴見富塚じゅんかん

#### せいれいまわり
- ８：浜松駅 -  市役所前 - 常楽寺 - せいれい病院 - 長坂橋 - 富塚 - 富塚車庫（ - ８医療センター方面[一部]）

#### 医療センターまわり
- ８：浜松駅 - 尾張町 - 市役所南 - 広沢小学校 - 医療センター - 佐鳴湖 - 富塚車庫 - 富塚（ - ８せいれい病院方面）
- ８：浜松駅 - 尾張町 - 市役所南 - 広沢小学校 - 医療センター - 佐鳴湖 - 富塚車庫 - 安座

#### 鶴見方面
- 91：浜松駅 - 相生南 - 飯田 (- いきいきプラザ天竜川 )- 鶴見 - 新貝住宅

#### 概要
- 運行形態は全て通し運転された場合、８～８〜91（浜松駅 - 伝馬町 - 市役所前 - 学芸高校前 - せいれい病院 - 長坂橋 - 富塚 - 富塚車庫[道路上] - 医療センター - 広沢小学校 - 市役所南 - 尾張町 - 浜松駅 - 三和町 - 飯田 - 鶴見 - 新貝住宅）となる。鶴見方面 - 浜松駅 - せいれい病院 - 富塚方面は存在しない。
- この路線はじゅんかん路線であるため、逆まわりの方が運賃が安い区間[1]では運賃が上がらず、富塚じゅんかんの最長距離までの運賃での計算となるが、たとえば2014年3月現在の運賃の場合、アクトシティ〜浜松駅付近からなら250円・新貝住宅からなら440円と上限運賃の630円に満たない区間が上限であるため、630円区間の場合と違い、運賃表示器には当該金額が羅列される[2]。
- 運行開始当時は殆どが全て通し運転で20分に1本の運行であり、富塚営業所(現:富塚車庫)止まりは夜に数本であったが、現在では富塚方面から鶴見方面行きは殆どが浜松駅どまりで、鶴見方面から富塚方面行きは1日に1本程度である。また、医療センターまわりは20分から40分に1本の運行であるものの約半数が安座止まりである。せいれいまわりは60分に1本の運行である。鶴見方面は20分に1本から60分に1本に減便されている。
- 医療センターまわりは2006年度より伝馬町経由から田町・尾張町経由に変更された。
- 安座発着に関しては近接の富塚車庫まで回送される。
- 全日とも始発の1本のみ富塚車庫[車庫出入口]始発の安座・富塚車庫[道路上]・医療センター経由となっている。
- 安座止まり・富塚車庫止まり・平日1本のみのパークタウン入口止まりとも行先には「パークタウン」と表示される。なお、かつて存在した「8 （91鶴見方面[一部]→）浜松駅→伝馬町→市役所前[現:市役所南]→医療センター→佐鳴湖→大崖下→富塚車庫[車庫出入口]」のみ「大崖下」の行先表示だった。
- 1日1本鶴見方面からのパークタウン入口どまり（平日のみ）・安座どまり（土日祝のみ）があるが、新貝住宅→相生南まで「91浜松駅 医療センター 富塚じゅんかん」の幕が使用され、「91浜松駅 医療センター パークタウン」の幕は存在するものの使用されない。
- 2006年頃まで「8 （91鶴見方面[一部]→）浜松駅→伝馬町→市役所前[現:市役所南]→医療センター→佐鳴湖→大崖下→富塚車庫[道路上]→パークタウン→パークタウン入口→富塚車庫[車庫出入口]（状況により車庫内にて時間調整）→富塚車庫[道路上]→パークタウン→パークタウン入口→富塚→聖隷健診センター→せいれい病院→学芸高校前→市役所前→伝馬町→浜松駅」という系統が存在した。状況により富塚車庫内にて時間調整する場合や富塚車庫を通過する場合があった。なお、パークタウン入口→富塚車庫[車庫出入口]の経路上に安座バス停が存在するが客扱いは行わなかった。
- 91はいきいきプラザ天竜川経由が1日1往復ずつ運転されている。
- 91にはかつて、掛塚行きや中ノ町行きが存在した。

- 1986年12月1日：4 7 中田島住吉じゅんかんの運行開始と同時に 8 佐鳴湖線(1985年4月1日に市営バスから引き継がれた路線)をじゅんかん路線化（延長）した路線と 91 鶴見線が浜松駅スルー系統となり、 8 91 鶴見富塚じゅんかんとして運行開始。
- 2000年4月1日(?)：（医療センター方面より - ）浜松駅 - 広小路 - 名塚 - 鶴見を（医療センター方面より - ）浜松駅 - アクトシティ - 名塚 - 鶴見へ変更
- 2004年：「浜松短大」「浜松短大西」を「浜松学院大住吉」「浜松学院大住吉西」に名称変更（泉高丘線も同様）。
- 2006年4月1日：（鶴見より - ）浜松駅 - 伝馬町 - 市役所前[現:市役所南] - 医療センター（ - 富塚方面へ続く）を（鶴見より - ）浜松駅 - 田町 - 尾張町 - 市役所前[現:市役所南] - 医療センター（ - 富塚方面へ続く）へ変更
- 2008年7月1日：市役所前の美術館側バス停（医療センターまわりが停車）に関して市役所南に名称変更（この路線だけではない）。
- 2012年3月17日：「芥田学園」を、学校名変更に伴い「修学舎」に名称変更したが、学校側からの希望により、2013年3月16日に「浜松修学舎」に変更した。
- 2015年10月1日：「飯田総合会館」を「市場北」に名称変更。
- 2017年4月1日：「海の星高校」を、学校名変更に伴い「浜松聖星高校」に名称変更。

### 大平台線
- ８-22：浜松駅→尾張町→市役所南→広沢小学校→医療センター→入野→大平台1丁目
- ８：大平台1丁目→入野→医療センター→広沢小学校→市役所南→尾張町→浜松駅
- ９-22：浜松駅→鴨江観音→根上り松→佐鳴台小学校→入野→大平台1丁目
- ９：大平台1丁目→入野→佐鳴台小学校→根上り松→鴨江観音→浜松駅
- ９-22：浜松駅→鴨江観音→根上り松→佐鳴台小学校→佐鳴台団地→入野→大平台一丁目（平日19時以降、土日祝日の始発と18時以降のみ）

### 掛塚さなる台線
- ９：浜松駅 - 鴨江観音 - 根上り松 - 佐鳴台小学校 - 佐鳴台団地 - 医療センター
- ９：浜松駅→鴨江観音→根上り松→佐鳴台小学校→佐鳴台団地（夜のみ）
- ９：浜松駅→鴨江観音→根上り松→佐鳴台小学校→佐鳴台団地→富塚車庫（最終便）
  - 夜間便は舘山寺営業所のみの担当である。
  - 最終便は回転式方向幕ではさなる台どまりの幕に「富塚車庫止まり」のサボを使用するが、LED車は行先表示部に「富塚車庫止」が表示されサボは使用されない。

### 舘山寺線
- 30：浜松駅 - 尾張町 - 市役所南 - 富塚 - 神田原 - 和地 - フラワーパーク - 浜名湖パルパル - 舘山寺温泉 - 舘山寺営業所 - 村櫛（ - 浜名湖ガーデンパーク）
- 30：浜松駅 - 尾張町 - 市役所南 - 富塚 - 神田原 - 湖東団地中央通り - 和地 - フラワーパーク - 浜名湖パルパル - 舘山寺温泉 - 舘山寺営業所

- 浜松駅から富塚などを経由して舘山寺方面へ行く路線である。
- 昭和50年代までは浜松駅から村櫛までが舘山寺線、浜松駅から弁天島・村櫛経由で舘山寺温泉までが浜名湖大橋線であったが浜松駅から舘山寺温泉・村櫛経由の弁天島となった時に舘山寺線に編入された。
  - 浜名湖大橋線はかつて村櫛と弁天島を結んでいた村櫛村営汽船がルーツである。村櫛村営汽船は1929年に就航を開始し、遠鉄に引き継がれた後の1967年村櫛 - 山崎の運航を廃止。
  - 1973年に村櫛 - 弁天島を船からバスに変更し浜名湖大橋線となった。
- インターネットバスロケでは、上りの常盤町経由は開設以来、なぜか「70【急行】[3]」と案内[4]されていた[5]。しかし2010年4月1日以降は改善され、番号無しとなった[6]。
- 元々は、白洲線も舘山寺線の一部であり、番号は35で路線名は舘山寺線（白洲系統）とされていた。行き先は村櫛であり、方向幕は「35 白洲 村櫛」であった。また、バス車内では「この車は白洲経由村櫛行きです。動物園、舘山寺温泉は通りませんので御注意下さい。」と放送されていた。
- 行先表示は、舘山寺営業所ゆきは「舘山寺温泉」、浜名湖ガーデンパークゆきは村櫛ゆきと同じ「村櫛」と表示される。かつて存在した新弁天ゆきは「弁天島」、35白洲経由舘山寺営業所ゆきは「庄内公民館」だった。
- 白洲線は、2010年3月31日までは平日開校日朝1便の浜松駅ゆきを除き、専用ステッカーを貼り付けた専用車輛にて和地 - 白洲 - 舘山寺の区間便として運行された。
  - 当該便は、30舘山寺線と接続をした。遅延発生時には上限時刻（浜名湖花博前・最中・後で2回変更）[7]まで待機した。
  - 車輛は、200x年まではいすゞ・ジャーニーK、200x年からは転属してきた日野・レインボーRJで、いずれも廃車寸前の古参車が使用された。
  - 当該車輛は白洲線では方向幕やサボを使用せず[8]、ステッカーに「和地⇔白洲⇔舘山寺」と表記して対応していた。運賃表示器・運賃箱・音声合成・内装等は他と同じであった。
  - 2010年4月1日以降[9]は平日開校日のみの運行となり、系統も一般の車輛を使用した30白洲経由浜松駅ゆきと新設の北庄内小学校→舘山寺営業所の１便ずつとなった。
- 白洲線の平日開校日朝1便の白洲経由浜松駅ゆきは幕は通常の30と同じで、「白洲経由」のサボを使用する。
  - 車両は通常の大型車の他、かつて線内専用で運行されていた中型バスも使用される。線内ピストン運行が廃止されるまでは当車両は使用されず、専ら大型の一般バスが使用されていた。
  - この系統は、かつての35と全く同じ経路である。
- 白洲線が８-35の時代は、浜松駅〜8〜パークタウン入口〜富塚西〜35〜舘山寺営業所という意味であったため、8→35となる下り（浜松駅→舘山寺営業所）は8-35と案内されたが、35→8となる上り（舘山寺営業所→浜松駅）は単に8と案内された。同様の現象は8-22・9-22・8-33・46-テでも起こっている。
- 平日朝1便の医療センター経由は8鶴見富塚じゅんかんに乗り入れるという形に近いが、8-33や8-35の様に8と案内される訳ではない。また、かつて存在した下りも8-30とは案内されなかった。
  - この系統は、鶴見富塚じゅんかんが伝馬町経由であり田町・尾張町経由でなかった頃から舘山寺線同様田町・尾張町経由で運行されていた。
- 1日1便ある弥生団地西発浜松駅行は弥生団地西〜大平台一丁目を回送し、大平台線の運行に就いている。2010年4月より、平日開校日に限り下りの弥生団地西どまりが誕生し、弥生団地西どまり→大平台一丁目発も登場していたが、2015年10月1日のダイヤ改正で廃止された。それ以前も全日、大平台一丁目ゆき→弥生団地西発の運用のみだった。
  - 浜名湖ガーデンパーク行で、村櫛南及び村櫛海岸は降車専用となっている。
- 舘山寺営業所が浜名湖パルパルに位置していた時代には舘山寺営業所発着が浜松駅 - 東坊塚 - 舘山寺郵便局 - 舘山寺温泉 - 浜名湖パルパル、村櫛・弁天島発着が現在と同じ浜松駅 - 東坊塚 - 動物園 - 浜名湖パルパル - 舘山寺温泉 - 銀行前 - 村櫛方面だった。
- かんざんじ灯篭流し花火大会の際には東坊塚 - 浜名湖パルパルを村櫛舘山寺道路を通る形で迂回し、舘山寺発着のみ浜名湖パルパル折り返しとなる。その際には浜名湖パルパルミニバスターミナルを折り返し場・車庫として活用する。なお、浜名湖パルパル発着は臨時便が出るが、臨時便に関しては舘山寺営業所発着の音声合成を使用するのではなく、「（臨時便）」と銘打った浜名湖パルパル発着の音声合成を使用する。これは、迂回や短縮運転でも通常の音声合成を使用することの多い遠鉄では珍しい事例である。
- 2007年3月31日までは国民宿舎ゆきが存在した。これは、延長運行（旧:デマンド運行）を採用しており当初は動物園から、末期には舘山寺温泉から延長運行となっていた。2007年4月より国民宿舎浜名湖かんざんじ荘の遠鉄への譲渡に際し、浜名湖パルパルバス停に程近いかんざんじ駅から国民宿舎バス停に程近い大草山駅までを結ぶかんざんじロープウェイを代替に系統が廃止された。なお、舘山寺温泉からの延長運行となった際にはバス停こそ存在しないものの舘山寺郵便局バス停跡を通って、東坊塚バス停の手前で動物園バス停方面へ左折する形を採っていた。
- 朝、カリアック→舘山寺温泉、浜名湖ロイヤルホテル→舘山寺温泉、国民宿舎→舘山寺温泉など、観光地やホテルから舘山寺温泉・舘山寺営業所方面へゆくバスを運行しているが、一部はここ数年で廃止されている。
- 新弁天発着は浜名湖ガーデンパーク乗り入れ便（- 村櫛 - 村櫛海岸 - 浜名湖ガーデンパーク - 中之島 - 千鳥園 - 弁天島温泉 - 新弁天）と非乗り入れ便が存在した。
- 以前は31伊佐見小学校経由や32深萩経由も存在した。2020年10月1日より31伊佐見橋止まりが新設され番号が復活。ただし伊佐見小学校方面へ分岐する手前までの区間便であり30との共用区間のみの運行である。
- 現在でも車輛には8-35や35の幕が残っている。なお、35の幕は現在でも湖東団地中通りと表記されている。

年表
※白洲線への分割以降の白洲線関連は【白洲線】の印をつける。
- 1962年（昭和37年）2月1日： 前平 - 大人見公会堂間の運行を開始する。
- 1962年（昭和37年）12月13日： 舘山寺 - 国民宿舎間の運行を開始する。
- 1970年（昭和45年）12月21日： ワンマンバスの運行を開始する。
- 1999年（平成11年）4月1日(?)： 湖東団地中通りを湖東団地中央通りに改称。
- 1999年（平成11年）4月1日： 【白洲線】35舘山寺線白洲系統を尾張町・浜松北高経由から伝馬町[10]・医療センター経由に変更し8-35白洲線として分割。同時に全便湖東団地中央通り経由となる。
- 2003年（平成15年）4月1日(?)： 【白洲線】路線を短縮し、和地 - 白洲赤松 - 協和口 - 舘山寺営業所間のみの路線とする。同時に平日開校日朝1便かつての35と同じ（湖東団地中央通り経由）を30として復活させる。
- 2003年（平成15年）4月1日(?)： 30に湖東団地中央通り経由が復活。
- 2006年（平成18年）4月1日： 日中は10分ヘッド毎時6本から12分ヘッド毎時5本に減便。
- 2006年（平成18年）4月1日(?)： 32深萩経由便が上りのみに変更。
- 2006年（平成18年）4月1日(?)： 【白洲線】30白洲、湖東団地中央通り経由浜松駅ゆきと和地→舘山寺営業所の平日開校日1便を北庄内小学校経由に変更。
- 2007年（平成19年）4月1日： 朝晩のみ10分ヘッド毎時6本を維持していたが、終日12分ヘッド毎時5本に減便。
- 2007年（平成19年）4月1日： 国民宿舎ゆきを舘山寺営業所ゆきに変更する。
- 2007年（平成19年）4月1日： 【白洲線】30白洲、北庄内小学校、湖東団地中央通り経由浜松駅ゆきを湖東団地中央通り寄らずに変更する。
- 2008年（平成20年）3月15日： それまで下り朝1便のみであった[11]常盤町経由を上りにも新設、夕方に毎時1本程度運行されるようになる。
- 2008年（平成20年）7月1日： 市役所前の美術館側バス停に関して市役所南に名称変更（この路線だけではない）。
- 2009年（平成21年）2月1日：遠鉄ホテルエンパイアの閉館に伴い、「遠鉄ホテルエンパイア」バス停を、「舘山寺温泉東」に名称変更。
- 2009年3月14日：舘山寺線・大塚ひとみヶ丘線・大久保線・伊佐見線側の「パークタウン入口」を「富塚西」に名称変更。
- 2009年（平成21年）6月29日：ホテルウェルシーズン浜名湖のオープンに伴い、「舘山寺温泉東」バス停を、「ウェルシーズン浜名湖」に名称変更。
- 2010年（平成22年）4月1日： 日中は12分ヘッド毎時5本から毎時4本に減便。同時に浜松駅 - 神田原で重複している36大塚ひとみヶ丘線（日中毎時2本）と日中のみ間隔をそろえ、合計10分ヘッド毎時6本となる。
- 2010年（平成22年）4月1日： 上りのみであった弥生団地西発を下り（30浜松駅発弥生団地西どまり）も新設。(→2015年9月30日をもって運行終了)
- 2010年（平成22年）4月1日： 【白洲線】通学輸送となり、既存の30白洲、北庄内小学校経由浜松駅ゆき1便と新設する北庄内小学校発白洲経由舘山寺営業所ゆき1便の計2便のみとなる。
- 2013年3月16日：「庄内公民館」を「庄内協働センター」に名称変更。
- 2014年（平成26年）4月1日： 【白洲線】全便廃止。
- 2015年4月1日：「JA西山支店」を「西山会館入口」に名称変更。
- 2015年 (平成27年) 10月1日：浜名湖ガーデンパーク - 新弁天間、31浜松駅発伊佐見小学校経由舘山寺営業所行、32舘山寺営業所発深萩経由浜松駅行が廃止。
- 2020年（令和2年）10月1日：舘山寺営業所の統合にともない系統再編。30浜松駅-舘山寺営業所は30浜松駅-舘山寺町（旧・銀行前）に短縮されるとともに31浜松駅発伊佐見橋どまり・30伊佐見橋発浜松駅行を新設。銀行前は舘山寺町に、舘山寺営業所は馬渡南に名称変更。

### 和合西山線
- 48：浜松駅 - 常盤町 - 尾張町 - 市役所前 - 下池川町 - 和合町 - 西山 (- 広報館)
- 48：浜松駅 - 常盤町 - 尾張町 - 市役所南 - 浜松北高 - 和合町 - 西山

### 志都呂宇布見線
- 20：浜松駅 - 西伊場 - 入野 - つるが丘入口 - 宇布見西ヶ崎 - 山崎
- 20：浜松駅 - 西伊場 - 入野 - イオンモール浜松志都呂 - 堀出橋 - 舞阪駅
- 2007年より舘山寺営業所の車両が志都呂宇布見線を担当するシーンが見られ、ここ数年、一部回転幕車でも運用される。2014年度まで管轄路線図に掲載されていなかった。

### 大塚ひとみヶ丘線
- ６：浜松駅 - 北寺島 - 西伝寺 - 安松南 - 大塚南 - 新貝住宅
- 36：浜松駅 - 尾張町 - 市役所南 - 浜松北高 - 富塚 - 神田原 - 湖東高校 - ゆう・おおひとみ東 - 湖人見団地 (- 山崎)
- 2004年頃までは、雄踏営業所・浜松南営業所が主管であったものの、補助運行として正式に運行されており、管轄路線図にも掲載されていたが、2005年頃に管轄廃止。その後、2007年より管轄路線図には掲載されていない非公式な補助運行として運用が復活している。但し、回転幕車にも大塚ひとみヶ丘線の幕は残っているものの、2007年以降は主にLED車で運行される。また、2010年には大塚方面のみ正式に管轄が復活し、6大塚方面のみ管轄路線図に掲載されていた。2015年にはひとみヶ丘方面も正式に管轄が復活し､管轄路線図に掲載されている。

### 大久保線
- 37：浜松駅 - 尾張町 - 市役所南 - 富塚 - 神ヶ谷 - 大久保 - 田端住宅 - つるが丘団地 - 山崎
- 2010年頃より舘山寺営業所の車両が大久保線を担当するシーンが見られる。2015年まで管轄路線図に掲載されていなかった。

### 伊佐見線
- ８-33：浜松駅→尾張町→市役所南→広沢小学校→医療センター→パークタウン→伊佐見橋→伊佐見小学校→佐浜→山崎
- ８：山崎→佐浜→伊佐見小学校→伊佐見橋→パークタウン→医療センター→広沢小学校→市役所南→尾張町→浜松駅
- 2010年より舘山寺営業所の車両が一部の回転幕車を含め伊佐見線を担当するシーンが見られる。2015年まで管轄路線図に掲載されていなかった。

## 車両
舘山寺営業所は、白洲線専用車、舘山寺温泉「フラワー号」運行受託車、浜松市循環まちバス「く・る・る」運行受託車を除き、長らく三菱ふそう製のみであったが、2008年にいすゞ自動車製のエルガ(PKG-LV234N2)の626号車が導入され、更にはエアロミディMK3台（395〜397号車）と引き換えに日野自動車製のレインボー3台（447・490・497号車）が転属してきたため、閉所時は特定路線専用車輛を除くと三菱ふそう・エアロスター多数+いすゞ・エルガ複数台+日野・レインボーHR3台という構成だった。なお、三菱ふそう以外の車輌が入っていなかったのは舘山寺営業所のみであった。因みに、舘山寺営業所にはレインボー3台（かつてはエアロミディMK3台）を除けばコムニバスや中型車は導入されなかったため、閉所時の三菱ふそう製はエアロスターのみであり、また、遠鉄ではコムニバス・中型車の比率が最も低かった。